# Ophiostriatus striatus
Ophiostriatus striatus är en ormstjärneart som först beskrevs av Ole Theodor Jensen Mortensen 1933.  Ophiostriatus striatus ingår i släktet Ophiostriatus och familjen fransormstjärnor. Inga underarter finns listade i Catalogue of Life.